# Ольховский сельсовет (Курганская область)
Ольховский сельсовет — упразднённые административно-территориальная единица и сельское поселение в Шадринском районе Курганской области Российской Федерации.
Административный центр — село Ольховка.
С 23 декабря 2021 года Законом Курганской области от 10.12.2021 № 140 муниципальный район был преобразован в муниципальный округ, в административном районе упразднён сельсовет.

## История
Статус и границы сельского поселения установлены Законом Курганской области от 4 ноября 2004 года № 760 «Об установлении границ муниципального образования Ольховского сельсовета, входящего в состав муниципального образования Шадринского района».

## Население
| 1989  | 2002  | 2004  | 2010  | 2012  | 2013  | 2014  |
| ----- | ----- | ----- | ----- | ----- | ----- | ----- |
| 2577  | ↘1970 | ↗1980 | ↘1551 | ↗1578 | ↘1577 | ↘1496 |
| 2015  | 2016  | 2017  | 2018  | 2019  | 2020  |       |
| ↘1429 | ↘1374 | ↘1354 | ↘1324 | ↘1288 | ↘1269 |       |

## Состав сельского поселения
| № | Населённый пункт | Тип населённого пункта       | Население |
| - | ---------------- | ---------------------------- | --------- |
| 1 | Ольховка         | село, административный центр | ↘1473     |
| 2 | Перунова         | деревня                      | ↘78       |